# Christian von Herold (Beamter)

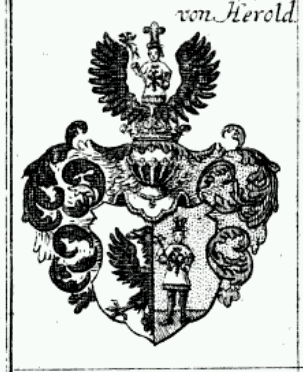
Wappen des Christian von Herold

Christian von Herold (* 19. Juli 1669 in Halle; † 10. Februar 1744 in Berlin) war ein preußischer Geheimer Finanz-, Kriegs- und Domainen-Rat in Berlin sowie Erbherr auf Leuenberg, Brunow und Biesow.

## Leben

### Herkunft
Seine Eltern waren Johann Christoph Herold (* 31. Oktober 1631; † 22. Juni 1704), Erbherr auf Riedburg, und dessen Ehefrau Dorothea Wildvogel (* 10. Oktober 1640; † 28. Juni 1709). Sein Bruder Friedrich Wilhelm Herold (1680–1738) war Oberbürgermeister von Halle.

### Werdegang
Herold ging auf das Gymnasium in Halle und studierte danach dort und in Erfurt Rechte. Hier lernte er 1690 bei seinem Schwager Georg Heinrich Brükner und 1694 bei Dietrich Wilhelm Matthias. Nach seiner Kavalierstour kehrte er nach Halle zurück und begann für die Regierung in Magdeburg zu arbeiten. Von dort holte ihn der König als Geheimen Kriegs- und Domainen-Rat nach Berlin. 1719 kaufte er das Gut Brunow. und 1734 Leuenberg.
Für seine Verdienste wurde er am 18. Mai 1720 in den Adelsstand erhoben. Als 1731 der Erzbischof von Salzburg die Protestanten aus seinem Gebiet vertrieb, gingen viele nach Preußen. Herold wurde mit der Integration der Flüchtlinge beauftragt. 1733 erhielt er zudem den Orden De la Générosité.

### Familie
Seine erste Frau war Gertraut von Essen († 13. Dezember 1705). Sie war die Tochter des schwedischen Hofrats zu Greifswald Franz von Essen. Das Paar hatte einen Sohn, Johann Franz Christian (* 2. Dezember 1705; † 13. Juli 1718), der jedoch früh an den Pocken verstarb.
Nach dem Tod seiner ersten Ehefrau vermählte Herold sich mit Eva Katharina von Klinggräff (* 10. November 1692; † 1767). Sie war die Tochter des Geheimen Finanzrates Joachim von Klingräff. Diese Verbindung wurde vom König Friedrich Wilhelm I. befördert. Das Paar hatte mehrere Kinder:
- Charlotte Dorothea Eva (* 4. September 1712; † 7. Februar 1765)

⚭ 13. August 1737 Ernst August von Platen, preußischer Major
⚭ 1. Juli 1742 Johann Ludwig von Ingersleben (1703–1757)
- Gertrud Dorothea (1713–1726)
- Maria Luise Dorothea (* 23. März 1715; † 1. Juli 1743) ⚭ 7. September 1736 Christian Ludwig von Kalsow (1694–1766)
- Johann Friedrich (1716–1736)
- Katharina Johanne Wilhelmine (* 15. September 1726; † 30. Januar 1809) ⚭ Dietrich Reichard von Meyerinck (1701–1775)